# Bulbophyllum othonis
Bulbophyllum othonis là một loài phong lan thuộc chi Bulbophyllum.